# Jungermannia gracillima
Jungermannia gracillima ist eine Moosart aus der Ordnung der Jungermanniales. 

## Merkmale
Die Stämmchen sind drei bis fünf Millimeter lang und haben viele kleinblättrige Äste. Sie bilden ausgedehnte grüne bis rotbraune Räschen. Die Flankenblätter sind kreisrund und umfassen das Stämmchen zur Hälfte. Der Blattrand wird von einer Reihe großer, derbwandiger Zellen gebildet. In der Blattmitte sind die Zellen 30 × 40 bis 45 Mikrometer groß. Ihre Ecken sind nicht oder nur wenig verdickt. Unterblätter fehlen bei der Art. Pro Zelle kommen zwei bis drei Ölkörper vor. Die weiblichen Hüllblätter sind größer als die Flankenblätter. Das Perianth ist eiförmig und hat oben fünf Kanten. Das Perigynium ist kurz. Die Kapsel ist kurz oval und braun.

## Verbreitung und Standorte
Die Art ist in der nördlichen Hemisphäre verbreitet. In Deutschland kommt sie verbreitet vor, in höheren Lagen ist sie eher selten. Sie wächst auf nackten, sandigen bis lehmigen, eher feuchten Standorten. Sie meidet Kalk.

## Belege
- Jan-Peter Frahm, Wolfgang Frey, J. Döring: Moosflora. 4., neu bearbeitete und erweiterte Auflage (UTB für Wissenschaft, Band 1250). Ulmer, Stuttgart 2004, ISBN 3-8001-2772-5 (Ulmer) & ISBN 3-8252-1250-5 (UTB).